# Bioscypha cyatheae
Bioscypha cyatheae är en svampart som beskrevs av Syd. 1927. Bioscypha cyatheae ingår i släktet Bioscypha och familjen Helotiaceae.   Inga underarter finns listade i Catalogue of Life.